# Kamil Minkner
Kamil Minkner (ur. 1976 w Nysie, woj. opolskie) – polski politolog, krytyk filmowy i nauczyciel akademicki. Doktor habilitowany w dyscyplinie nauki o polityce i administracji. Profesor Uniwersytetu Opolskiego. W 2009 roku uzyskał na  Uniwersytecie Warszawskim stopień naukowy doktora nauk humanistycznych na podstawie rozprawy Kino jako medium polityczne. W 2019 roku decyzją Rady Wydziału Nauk Politycznych i Studiów Międzynarodowych Uniwersytetu Warszawskiego uzyskał stopień naukowy doktora habilitowanego na podstawie osiągnięcia naukowego Demarkacyjne ujęcie problemu polityczności jako wyzwanie poznawcze w naukach politycznych. Kryteria konceptualizacji i egzemplifikacje teoretyczne.
Zakres zainteresowań naukowych obejmuje teorię polityki (problem polityczności, kryteria polityzacji zjawisk społecznych, wiedza i edukacja polityczna) oraz relacje między polityką a kulturą i sztuką (film polityczny, polityka kulturalna, cyberkultura, edukacja filmowa). Zajmuje się także edukacją globalną i problemami globalnymi (szczególnie aspekty kulturowe i społeczne). 
Uczestnik dwóch ogólnopolskich grantów naukowych. Pierwszy z nich to Zmiana ustawienia. Polska scenografia teatralna i społeczna XX i XXI wieku, który realizowany był w ramach Narodowego Programu Rozwoju Humanistyki. Jego celem była analiza relacji pomiędzy scenografią teatralną a tzw. scenografią społeczną i polityczną (inscenizacja, dekoracje oraz rozwiązania przestrzenne odnośnie do różnych wydarzeń społeczno-politycznych, jak manifestacje, pochody, demonstracje). Drugim grantem był finansowany przez Ministerstwo Spraw Zagranicznych projekt Wprowadzenie edukacji globalnej do systemu kształcenia studentów dziennikarstwa i politologii, który był realizowany we współpracy między Uniwersytetem Opolskim a Fundacją HumanDoc. W ramach tego grantu był m.in. w obozie dla uchodźców Zaatari w Jordanii. Efektem grantu jest multimedialny podręcznik akademicki Wprowadzenie do Global Studies.
Współpracował m.in. z Polskim Instytutem Sztuki Filmowej i Centrum Edukacji Obywatelskiej w ramach programu edukacyjnego "Filmoteka szkolna". W 2008 roku był ekspertem w międzynarodowym programie edukacyjnym „Licealiści w kinie”.  Jest współtwórcą scenariusza pełnometrażowego filmu „Big Love” (reż. Barbara Białowąs) oraz nagrodzonego na wielu festiwalach filmowych filmu krótkometrażowego "Moja nowa droga" (reż. Barbara Białowąs). W latach 2005–2009 był redaktorem naczelnym naukowego czasopisma „Dyskurs”.
W roku 2000 zdobył I Nagrodę w Ogólnopolskim konkursie Im. Profesora Józefa Kokota na najlepszą pracę magisterską za pracę pt. Kampanie wyborcze. Próba analizy politologicznej na przykładzie Śląska Opolskiego. 

## Edukacja
- 2019 - Uniwersytet Warszawski, habilitacja w dyscyplinie nauk o polityce;
- 2012 – absolwent Wajda School, międzynarodowy program EKRAN, rozwijanie scenariusza dramatu politycznego „Mrowisko”;
- 2009 – Uniwersytet Warszawski, doktorat, praca pt.: Kino jako medium polityczne; promotor: prof. dr hab. Mirosław Karwat (UW);
- 1995–2000 – Uniwersytet Opolski, studia na kierunku Politologia i Nauki Społeczne, specjalność dziennikarska; temat pracy magisterskiej: „Kampanie wyborcze. Próba analizy politologicznej na przykładzie Śląska Opolskiego”
- 1991–1995 – III L.O. im. Marii Skłodowskiej-Curie, Opole; klasa o profilu humanistycznym.

## Rodzina
Jest synem Jana Minknera, działacza kultury, nauczyciela akademickiego i satyryka, twórcy działającego w latach 70. i 80. XX wieku, kabaretu studenckiego "Skrzat".

## Dorobek naukowy
Monografie:
- Wprowadzenie do Global Studies. Podręcznik akademicki, Adam Marszałek, Toruń 2029, współautor
- O filmach politycznych. Między polityką, politycznością i ideologią, Warszawa 2012, autor
- W kręgu świata arabsko-muzułmańskiego, Opole 2005, redakcja
- Kulturowe uwarunkowania rozwoju w Azji i Afryce,  Łódź 2010, współautor

Artykuły naukowe:
- O filmowych metaforach politycznych, (w:) J. Golinowski, F. Pierzchalski (red.), Symboliczność przestrzeni polityki. Między teorią a praktyką, Wydawnictwo Uniwersytetu Kazimierza Wielkiego, Bydgoszcz 2011, s. 69–87.
- Krytyka tradycyjnego modelu analizy teorii spiskowych w kontekście thrillerów konspiracyjnych w latach 70., (w:) K. Łeńska-Bąk, M. Sztandara (red.), Zmowa, intryga, spisek w strukturze codzienności, Wydawnictwo Uniwersytetu Opolskiego, Opole 2010, s. 197–219.
- Konstrukcja, rekonstrukcja i dekonstrukcja znaczeń politycznych w kinie na przykładzie filmu Gandhi Richarda Attenborougha (w:) M. Lisiecki (red.), Sztuki wizualne jako nośniki ideologii, Wydawnictwo Adam Marszałek, Toruń 2009, s. 161–187.
- Kino jako przestrzeń wzajemnych relacji między polityką a moralnością. Od mechanizmu zwierciadła do sposobu działania politycznego, (w:) H. Kretek, R. Riedel (red.), Etyka a polityka, IIS PWSZ Racibórz, Instytut Politologii UO Opole 2009, s. 209–228.
- Dyskursywna polityczność kina jako medium. Perspektywa interpretacjonistyczna, (w:) A. Kracher, R. Riedel (red.), Demokracja medialna – źródła władzy, Wydawnictwo Państwowej Wyższej Szkoły Zawodowej w Raciborzu, Racibórz 2007, s. 130–144.
- Od paradoksów polityki do polityki paradoksu. Rzecz o popkulturyzacji politycznej w kontekście filmu politycznego, (w:) M. Karwat (red.), Paradoksy polityki, DW ELIPSA, Warszawa 2007, s. 150–171.
- Główne problemy polityki zagranicznej Omanu w okresie niepodległości, (w:) M.J. Chodubski, M.J. Malinowski, Problemy badawcze i metodologiczne politologii w Polsce, Wydawnictwo Uniwersytetu Gdańskiego, Gdańsk, s. 36–373.
- Polityka jako sfera kultury. O systemie politycznym współczesnego Omanu, (w:) A. Barska, K. Minkner, W kręgu świata arabsko-muzułmańskiego, Opole 2005, s. 57–78.
- Popkuluryzacja polityki. Próba wyjaśnienia kategorii badawczej oraz zarysowanie paradygmatu teoretycznego, „Dyskurs”, nr 1, 2005, s. 5–21 [wspólnie z prof. O. Cetwińskim].
- Przywódca egalitarny w zhierarchizowanym społeczeństwie. Mohandas Karamchand Gandhi, Toruń 2004, s. 320–335.
- Grupy interesu w demokracjach jutra. Zarys prognozy (w:) Grupy interesu. Teorie i działanie pod red. Z. Machelskiego i L. Rubisza, Toruń 2003, s. 170–186.